# 276. strelska divizija (ZSSR)
276. strelska divizija (izvirno rusko 276. стрелковая дивизия; kratica 276. SD) je bila strelska divizija Rdeče armade v času druge svetovne vojne.

## Zgodovina
Divizija je bila ustanovljena marca 1941 v Simferopolu in uničena maja 1942 med bitko za Kerč. Ponovno so jo ustanovili oktobra 1942.